# Napeogenes cyrianassa
Napeogenes cyrianassa är en fjärilsart som beskrevs av Doubleday 1847. Napeogenes cyrianassa ingår i släktet Napeogenes och familjen praktfjärilar. Inga underarter finns listade i Catalogue of Life.